# Мансур Али-хан
Сеид Мансур Али-хан (бенг. মনসুর আলী খান; 29 октября 1830 — 4 ноября 1884) — последний (16-й) наваб Бенгалии (29 октября 1838 — 1 ноября 1880). Мансур Али-хан отрекся от титула наваба Бенгалии в 1880 году. Бенгалия находилась под оккупацией Британской Ост-Индской компании с 1773 года, когда Ост-Индская компания назначила Уоррена Гастингса первым генерал-губернатором Бенгалии. К 1793 году Британская Ост-Индская компания полностью взяла под свой контроль Бенгалию (бывшую провинцию Великих Моголов), сделав Мансур-хана всего лишь титульным правителем под британским владычеством.

## Жизнь

### Ранние годы
Наваб Назим Мансур Али-Хан родился в семье Мубарака Али-хана II (1810—1838), 15-го наваба Бенгалии (1824—1838), и Раисы-Ун-Ниса Бегум 29 октября 1830 года. Ему было всего восемь лет, когда он 29 октября 1838 года после смерти отца он наследовал титула наваба Бенгалии. Он получил титулы Мунтисам-уль-Мульк (правитель страны), Мохсен уд-Даула (благодетель государства), Ферадун Джах (высокого ранга) и Насрут Джанг (помощник в войне). Однако он был широко известен как наваб Назим Ферадун Джах или Джанаб-е-Али. Позднее он был отречен и получил меньший титул Наваба Бахадура и было отказано в использовании квалификации Его Высочество.

### Наваб Бенгалии
После того, как Мансур Али-хан сменил своего отца, Мубарак Али-хана II 29 октября 1838 года в возрасте восьми лет стал навабом Бенгалии. Кишвар-хан стал его визирем, а Хваджа Фазаль Мухаммед — главным кади (судьей).
Мистер Эллиот, назначенный агентом генерал-губернатора в декабре 1838 года, отказался от руководства делами низамата в феврале 1839 года. Забота о юном навабе перешла в руки полковника Колфилда. В период с января 1840 года по декабрь 1846 года произошло много изменений, были назначены и освобождены от должности три агента. Дела семьи наваба были расстроены, и что еще больше разочаровало их, так это то, что 17 декабря 1846 года мистер Торренс назначил много агентов при генерал-губернаторе. Наваб не мог принимать участия в управлении своими делами, так как он был очень молод и окружен интриганами, единственной мыслью которых была личная выгода. Господин Торренс отсутствовал с апреля по декабрь 1851 года, и он умер 15 августа 1852 года. Когда наваб вырос, он начал интересоваться делами и обнаружил, что во всех департаментах царит неразбериха. Главное, что было необходимо, — это учет денежных средств и дружеское сотрудничество между местными чиновниками и европейскими агентами и их офицерами. Правительство сочло необходимым присвоить некий так называемый Nizamat Funds и принял новые меры в отношении стипендии наваба. Но наваб требовал полного объяснения и возмущался тем, что, за неимением полной информации, он расценивал это как акт несправедливости. Наваб потихоньку начал проявлять активный интерес к этим вопросам и нашел много поводов для жалоб, которые были сделаны в течение 1852 года. Из 16 лаков, выделенных ему Ост-Индской компанией, его личным наделом было только ₹ 7,50,000 лаков. Оставшаяся часть была использована для других членов семьи, и любой неожиданный остаток был переведен в депозитный Фонд «Низамат», который впоследствии стал предметом большой полемики.
Наваб Назим Мансур Али-хан, более известный как Ферадун Джах, основал школу и колледж Низамат или институт Наваба Бахадура, который также известен как средняя школа Наваба и медресе Наваба. Средняя школа Наваба или институт Наваба Бахадура был создан в 1825 году исключительно для сыновей навабов. Он также перестроил нынешнее здание Низамата Имамбара после пожара 23 декабря 1846 года, как раз параллельно северной стороне Дворца Хазардуари стоимостью более ₹ 6 лаков в те времена.
В 1853 году было объявлено, что наваб Бенгалии не имеет никаких договорных прав. За этим последовала в 1854 году отмена всех прежних привилегий назимов. Салют наваба из девятнадцати охранников был сокращен до тринадцати за предполагаемое соучастие в убийстве двух слуг 11 октября 1854 года в стрелковом лагере наваба. Слуга наваба Аман Али-Хан, главный евнух, был привлечен к суду за то, что совершил это убийство. Все евнухи были оправданы верховным судом, и позже они были возвращены на службу навабу, но правительство приказало их безапелляционно уволить.
В том же 1853 году были отменены четыре положения и законы 1799, 1805, 1806 и 1822 годов, закреплявшие за ним определенные привилегии, а назиму было отказано в праве контроля над депозитом Фонда Низамата. После восстания 1857 года, которому наваб Назим Ферадун Джах оказал материальную помощь, салют девятнадцати гвардейцев был восстановлен. В 1860 году Наваб Назим Ферадун Джах увековечил память государственного секретаря по делам Индии в совете о его многочисленных жалобах. Не получив никакого возмещения, наваб отправился в Англию в 1869 году против Совета его дивана Раджи Прасанны Нараяна Деба, сопровождаемый своим личным секретарем и главным советником Х. С. Фоксом, предпочел бы свою жалобу лично правительству Великобритании. Его жалобы были рассмотрены в парламенте, но с небольшим успехом.
К тому времени, когда наваб оказался в Англии, Низамат в Муршидабаде оказался втянут в долги, и люди начали предъявлять несколько претензий к навабу назиму. Таким образом, в результате были выданы навесные документы на его имущество. Правительство Индии: там по факту переезда возбуждено дело о замораживании наваба и его имущества от исков и вложений, а также об отказе от части исковых требований. С целью дальнейшего освобождения его от юрисдикции гражданских судов правительство Индии приняло в 1873 году Закон (XVII от 1873 года) и назначило его под эгидой Комиссии для осуществления целей принятия этого закона. 13 декабря 1875 года уполномоченные, одним из которых был Бофор, бывший судья Муршидабада, представили свою декларацию в отношении государственного имущества Низамата (то есть имущества, находящегося в собственности государства). В апреле 1876 года низаматские комиссары завершили и вынесли свои решения в отношении требований нескольких кредиторов.

### Отмена титула «Наваб Бенгалии»
Это было в 1880 году, когда титул «Наваб Бенгалии» был отменен. Когда Ферадун Джах был в Англии, он заключил контракт с государственным секретарем. В контракте он согласился получить сумму 10 лакхов (в индийских рупиях). Она должна была быть выплачена из его задолженности по пенсиям, в полном соответствии с его личными требованиями. Наваб также выразил желание уйти из Низамата, и ему была предоставлена его личная стипендия в размере 10 000 фунтов стерлингов в год с возможностью проживать там, где он пожелает.

### Отречение
Ферадун Джах покинул Муршидабад в феврале 1869 года и начал жить в Англии. Он оставался там до своего возвращения в Бомбей в октябре 1881 года. Однако его путешествие было не очень приятным, так как большую часть времени он проводил, защищая свое дело против приказов правительства Индии. Наконец, после того, как он не был решен, наваб отказался от своих стилей и титулов Наваба Назима Бенгалии, Бихара и Ориссы и отрекся от престола в пользу своего старшего сына в Сент-Ивсе, Мейденхед, 1 ноября 1880 года. Поскольку он был склонен к удовольствиям и сумасбродству, он глубоко увяз в долгах и был вынужден продать большую часть своих семейных драгоценностей, имущества и наследства в обмен на пожизненную пенсию в размере 10 000 фунтов стерлингов в год, личную стипендию в размере 83 000 фунтов стерлингов и расходы в размере 25 000 фунтов стерлингов.

### Смерть и наследие

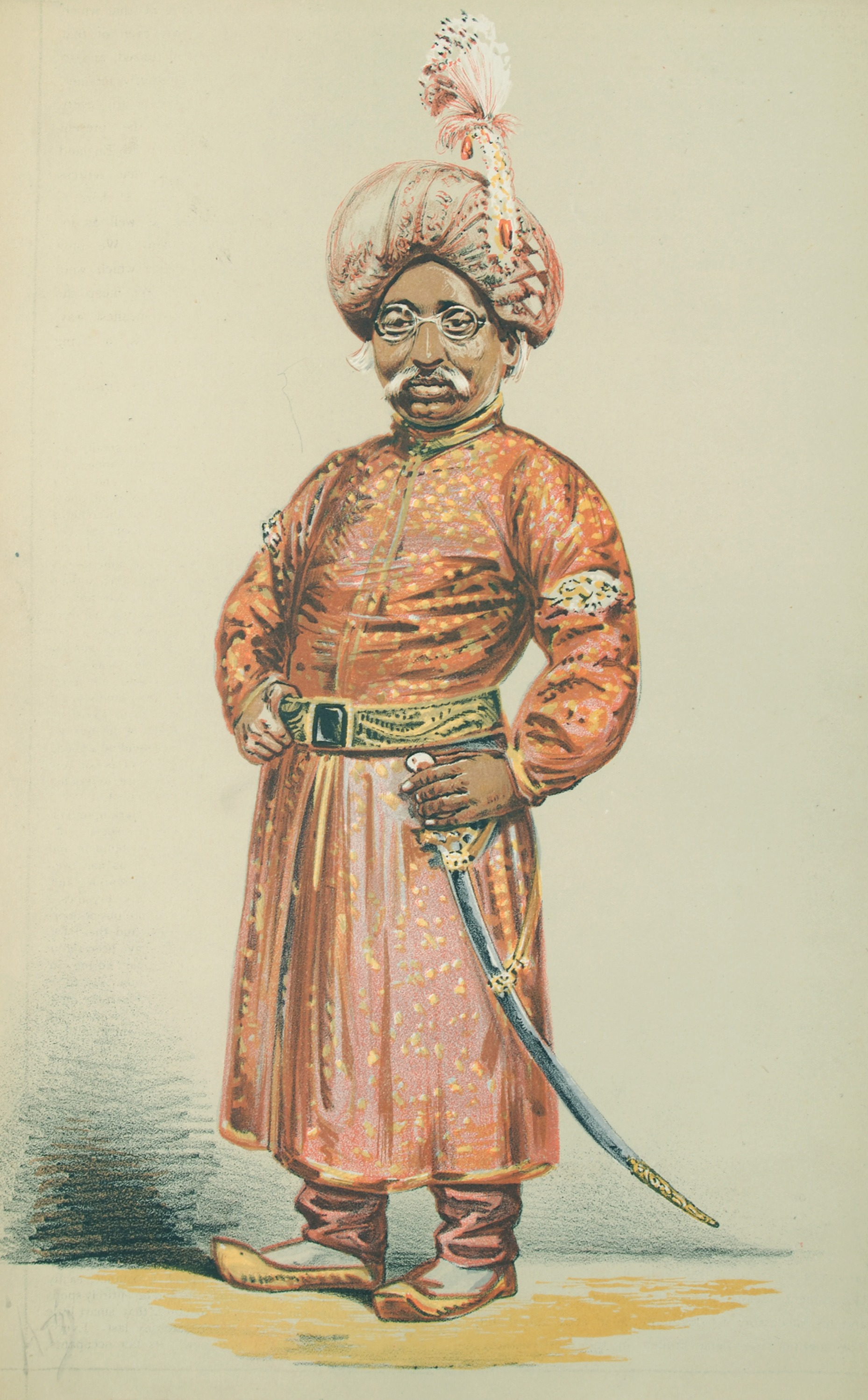
Наваб Бенгалии Назим Ферадун в старости

Ферадун Джах вернулся в Муршидабад, где он скончался от холеры во Дворце Хазардуари 5 ноября 1884 года в возрасте 54 лет. Он был похоронен на семейном кладбище Джафаргандж. Ему наследовал его старший сын, Наваб Сеид Хасан Али Мирза Хан Бахадур (1846—1906) как 1-й наваб Муршидабада (1882—1906). Его правнук, Искандер Мирза (1899—1969), старший сын Мухаммада Фатеха Али (1864—1949) и внук Бахадура Сеида Искандера Али, стал первым президентом Пакистана (1956—1958).

## Брак

### Главные жены
У Мансура Али-Хана было всего шесть главных жен:
- Шамс-и-Джехан Бегум-Сахиба (урожденная Мехар-Ун-Ниса Бегум-Сахиба) (? — 21 апреля 1905)
- Малика-уз Замани Бегум Сахиба (Хаджия Бегум) (? — ноябрь 1884)
- Мехр Лекха Бегум Сахиба (? — 30 мая 1855)
- Шах-ун-низа Бегум Сахиба (? — 16 января 1892)
- Шамс-ун-Ниса Бегум Сахиба (? — до 1865)
- Сара Бегум-Сахиба (до замужества англичан Сара Веннелл) (1853 — 1 сентября 1925). Их брак был заключен 15 мая 1870 года. Она была дочерью Джосайи Годфри Веннелла из Нью-Барнета, Мидлсекс. Брат Сары был Джордж Александр Веннелл, который был адвокатом и представлял интересы Мансура Али-Хана в ряде его юридических сделок, находясь в Англии.

### Младшие жены
- Фаиз-ун-Ниса ханум
- Мубарак Хадам (ранее Би Моти)
- Бадр-ун-Ниса ханум
- Зеб-ун-Ниса ханум
- Назам-ун-Ниса ханум
- Мухаммади Бегум (англичанка, известная до замужества как Джулия Льюис), их брак состоялся в Лондоне. Она была дочерью Томаса Льюиса и умерла в Патчеме, Сассекс, 20 декабря 1948 года.
- Би Наргис
- Би Умда (Би Кумари)
- Би Нур Бахш (Аллах Рухи)
- Би Хира
- Би Кайзер
- Би Хаят-ун-Ниса (Хайтун)
- Би Лютф-ун-ниса (Лютфан)
- Би Рунгли
- Би Шамбар-ун-Ниса (Шамбаран)
- Би Амир-ун-Ниса (Амирун)
- Джаханара
- Би Мохин
- Би Назлу
- Би Саджан
- Би Азим-ун-ниса
- Би Джан
- Би Мадху
- Би Рахат Афза

### Дети
Мансур Али-хан произвел на свет в общей сложности 101 ребенка от более чем 20 жен, из которых 19 сыновей и 22 дочери пережили его.